# Giorno di Jurij

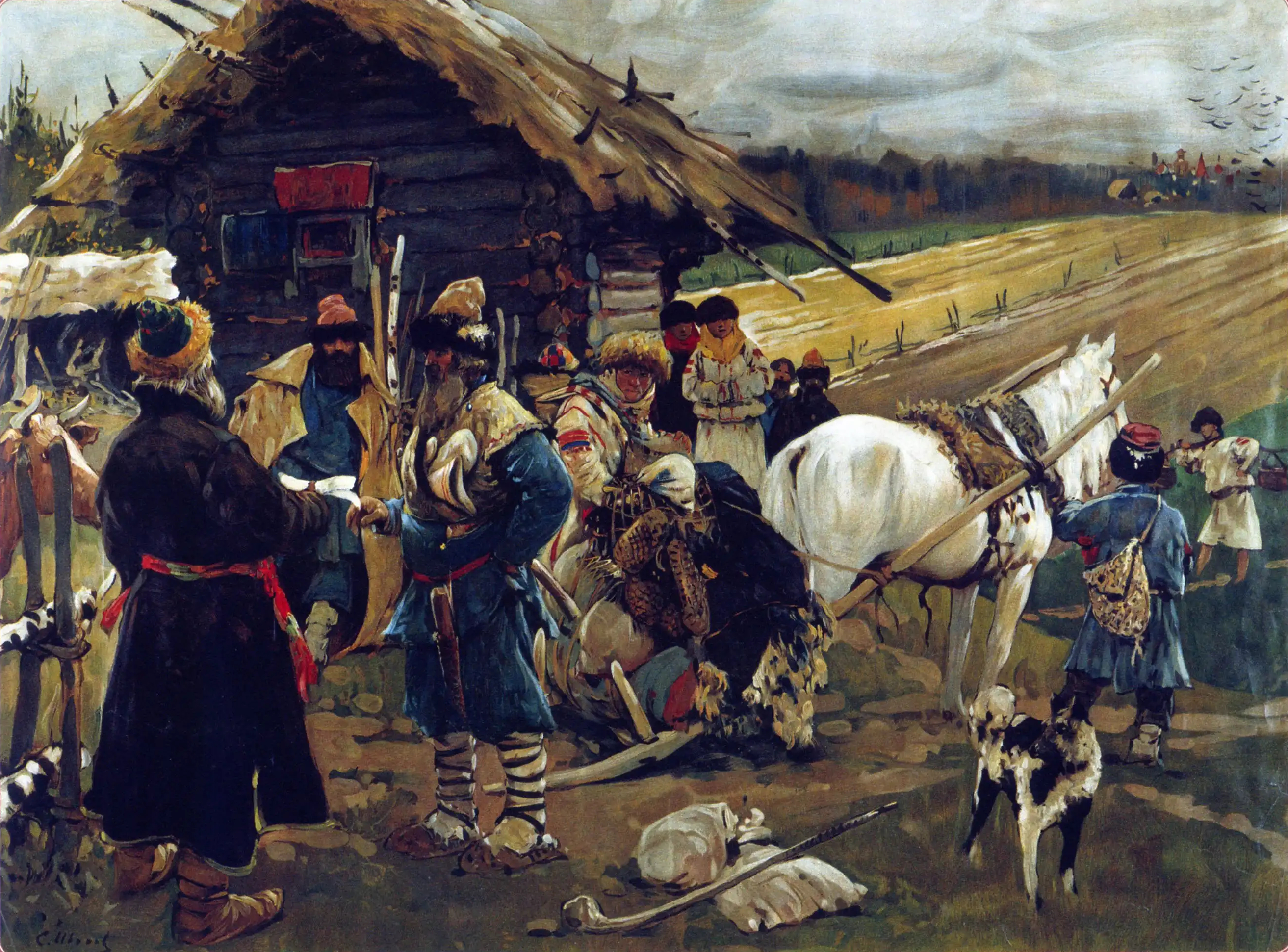
Il giorno di Jurij in autunno. Un contadino si congeda dal padrone il giorno di Yuri, dipinto di Sergey Ivanov

Il Giorno di Jurij' (in russo Юрьев День?, Jur'ev Den, noto anche come Giorno di san Giorgio in autunno, è una delle due feste di San Giorgio, celebrata il 16 novembre dalla Chiesa ortodossa russa ( calendario giuliano  26 novembre) e dalla chiesa ortodossa serba (calendario giuliano 3 novembre), l'altra è la festa di primavera di San Giorgio (6 maggio nel calendario gregoriano). 
Il giorno di Jurij in autunno, celebrato dopo la fine dell'anno agricolo e del raccolto, ebbe un significato speciale nel calendario dei contadini russi durante i secoli in cui si stava instaurando il sistema della servitù in Russia. Il Sudebnik del 1497 definì il periodo di due settimane attorno al Giorno di Jurij d'autunno (una settimana prima della festa e una settimana dopo), come l'unico momento dell'anno in cui i contadini russi erano liberi di spostarsi da un proprietario terriero all'altro. Un secolo dopo, nel 1597, la reggenza di Boris Godunov proibì il movimento dei contadini nel giorno di Jurij, terminando così la mobilità dei servi della gleba. 
Un'espressione popolare russa che si rifà a quello sfortunato evento sopravvive ancora ("вот тебе, бабушка, и Юрьев день", tradotto approssimativamente: "tanto per il giorno di Jurij, nonna", riferendosi a una promessa non mantenuta o, più in generale, a qualsiasi aspettativa fallita). La parola russa "объегорить" (che significa ingannare o ingannare qualcuno, letteralmente "prendere in giro", con Egor (in russo Егор?) è anche una delle varianti del nome "Giorgio" ed ha la stessa origine.